# Club Voleibol Torrelavega
El Club Voleibol Torrelavega, de la localidad de Torrelavega (Cantabria), España, es uno de los equipos con mayor tradición del voleibol femenino en España. Compite con el nombre de Cantabria Deporte en Superliga 2. A lo largo de su historia ha sido conocido como Marqués de Santillana (1966-75), Sniace (1975-81), Zapatón (1981-86), Alerta (1986-90), Froxá (1990-92), Caja Cantabria (1992-2007), Cantabria Infinita (2008-11), Cantabria Deporte (2011-13) y CV Torrelavega (2014-), dependiendo de los patrocinios.

## Historia
Nacido en 1966 en el instituto Marqués de Santillana de Torrelavega, jugó en la División de Honor durante 23 temporadas consecutivas, desde la temporada 1975-1976 hasta la 1998-1999. Tras el descenso diversos avatares económicos le obligan a renunciar en varias ocasiones a los ascensos conseguidos en competición, hasta que en la temporada 2010-2011 el equipo vuelve a competir en la Superliga durante dos temporadas. Antes del comienzo de la temporada 2012-13 el club renuncia a jugar en Superliga por motivos económicos, inscribiéndose en Superliga 2.
El Club Voleibol Torrelavega consiguió el título de campeón de liga en 1979 y subcampeón en 1977, 1978 y 1980. Fue campeón de copa en 1979 y 1980, y subcampeón en 1975 y 1995.

## Plantillas
| #                                                    | Nombre                        | F.Nacimiento             | Estatura | Origen | Co | Re | Ce | Op | Li |
| ---------------------------------------------------- | ----------------------------- | ------------------------ | -------- | ------ | -- | -- | -- | -- | -- |
| 1                                                    | María Segovia                 | 28 de octubre de 1992    | 1,75 m   | España |    |    |    | x  |    |
| 2                                                    | Alejandra Gómez               | 11 de enero de 1980      | 1,78 m   | España |    |    | x  |    |    |
| 3                                                    | Ana González                  | 25 de enero de 1989      | 1,85 m   | España |    |    | x  |    |    |
| 4                                                    | Alba Salazar                  | 6 de noviembre de 1992   | 1,65 m   | España |    |    |    |    | x  |
| 7                                                    | Aroa Sánchez                  | 14 de abril de 1989      | 1,84 m   | España |    |    | x  |    |    |
| 9                                                    | Noelia Neila                  | 21 de agosto de 1995     | 1,72 m   | España |    | x  |    |    |    |
| 10                                                   | Lidia Dacuiña                 | 29 de junio de 1995      | 1,68 m   | España | x  |    |    |    |    |
| 11                                                   | Letícia de Carvalho Guimarães | 25 de septiembre de 1987 | 1,79 m   | Brasil | x  |    |    |    |    |
| 12                                                   | Milica Terzic                 | 6 de junio de 1988       | 1,83 m   | Serbia |    | x  |    |    |    |
| 15                                                   | Paula del Olmo                | 25 de junio de 1994      | 1,83 m   | España |    |    | x  |    |    |
| 17                                                   | Aitana Ballingha              | 25 de septiembre de 1986 | 1,76 m   | Gabón  |    |    |    | x  |    |
| Entrenador: Marcelo De Estefano Asistente: Eloy Díaz |                               |                          |          |        |    |    |    |    |    |

| #                                                         | Nombre             | F.Nacimiento             | Estatura | Origen               | Co | Re | Ce | Op | Li |
| --------------------------------------------------------- | ------------------ | ------------------------ | -------- | -------------------- | -- | -- | -- | -- | -- |
| 1                                                         | María Segovia      | 28 de octubre de 1992    | 1,75 m   | España               |    |    |    | x  |    |
| 3                                                         | Ana González       | 25 de enero de 1989      | 1,85 m   | España               |    |    | x  |    |    |
| 4                                                         | Carla Dias Marques | 30 de mayo de 1987       | 1,90 m   | Brasil               |    |    | x  |    |    |
| 5                                                         | Cira Domínguez     | 16 de julio de 1989      | 1,72 m   | España               |    |    |    |    | x  |
| 6                                                         | Juliana Ribeiro    | 24 de septiembre de 1981 | 1,78 m   | Brasil               |    | x  |    |    |    |
| 7                                                         | Aroa Sánchez       | 14 de abril de 1989      | 1,84 m   | España               |    |    | x  |    |    |
| 8                                                         | Alba Salazar       | 6 de noviembre de 1992   | 1,65 m   | España               |    |    |    |    | x  |
| 10                                                        | Cosiri Rodríguez   | 30 de agosto de 1977     | 1,91 m   | República Dominicana |    | x  |    |    |    |
| 11                                                        | Cristina Sanz      | 13 de noviembre de 1991  | 1,82 m   | España               | x  |    |    |    |    |
| 13                                                        | Nadia Garay        | 3 de enero de 1988       | 1,78 m   | Argentina            | x  |    |    |    |    |
| 14                                                        | Noelia Sánchez     | 15 de febrero de 1982    | 1,82 m   | España               |    | x  |    |    |    |
| 15                                                        | Paula del Olmo     | 25 de junio de 1994      | 1,83 m   | España               |    |    | x  |    |    |
| 17                                                        | Benigna Fernández  | 1 de febrero de 1981     | 1,74 m   | España               |    | x  |    |    |    |
| Entrenador: Marcelo De Estefano Asistente: Eloy Díaz      |                    |                          |          |                      |    |    |    |    |    |
| Cuartos de final de la Copa de la Reina 9º Superliga 2011 |                    |                          |          |                      |    |    |    |    |    |

| #                                                                               | Nombre             | F.Nacimiento             | Estatura | Origen    | Co | Re | Ce | Op | Li |
| ------------------------------------------------------------------------------- | ------------------ | ------------------------ | -------- | --------- | -- | -- | -- | -- | -- |
| 1                                                                               | María Segovia      | 28 de octubre de 1992    | 1,75 m   | España    |    | x  |    |    |    |
| 2                                                                               | Michely Silva      | 16 de marzo de 1982      | 1,83 m   | Brasil    |    |    |    | x  |    |
| 3                                                                               | Priscila Egusquiza | 22 de abril de 1980      | 1,85 m   | España    | x  |    |    |    |    |
| 4                                                                               | Jimena Pérez       | 6 de febrero de 1984     | 1,76 m   | Argentina |    | x  |    |    |    |
| 5                                                                               | Cira Domínguez     | 16 de julio de 1989      | 1,72 m   | España    |    |    |    |    | x  |
| 6                                                                               | Juliana Ribeiro    | 24 de septiembre de 1981 | 1,78 m   | Brasil    |    | x  |    |    |    |
| 7                                                                               | Aroa Sánchez       | 14 de abril de 1989      | 1,84 m   | España    |    |    | x  |    |    |
| 8                                                                               | Esther Herrera     | 26 de septiembre de 1984 | 1,68 m   | España    |    |    |    |    | x  |
| 10                                                                              | Alejandra Gómez    | 11 de enero de 1980      | 1,78 m   | España    |    |    | x  |    |    |
| 12                                                                              | Cristina Sanz      | 13 de noviembre de 1991  | 1,82 m   | España    | x  |    |    |    |    |
| 14                                                                              | Clarisa Sagardia   | 29 de junio de 1989      | 1,72 m   | Argentina | x  |    |    |    |    |
| 15                                                                              | Ana González       | 25 de enero de 1989      | 1,85 m   | España    |    |    | x  |    |    |
| Entrenador: Marcelo De Estefano Asistente: Eloy Díaz Delegado: Carlos Domínguez |                    |                          |          |           |    |    |    |    |    |
| 1º Superliga-2 2010                                                             |                    |                          |          |           |    |    |    |    |    |

## Pabellón
En sus inicios el club jugó en el Instituto Marqués de Santillana de Torrelavega; a continuación lo hizo en el pabellón de Polanco, donde jugó su primera fase de ascenso a la máxima categoría (temporada 1973-74); posteriormente se trasladó al hoy desaparecido Pabellón de Sniace (Torrelavega) tras el cambio de denominación. Entre 1986 y 2001 disputó sus encuentros como local en el Pabellón Vicente Trueba (Av. de la Constitución, s/n), y desde la temporada 2001-02 lo hace en el Pabellón La Habana Vieja (C/ Pintor Varela s/n), todos en Torrelavega.

## Trayectoria del primer equipo femenino
| Competición | Temporada | Resultado |
| ----------- | --------- | --------- |
| Superliga 2 | 2013/2014 |           |
| Superliga 2 | 2012/2013 | 11º       |
| Superliga   | 2011/2012 | 7º        |
| Superliga   | 2010/2011 | 9º        |
| Superliga 2 | 2009/2010 | 1º        |
| Superliga 2 | 2008/2009 | 3º        |
| Superliga 2 | 2007/2008 | 2º        |
| Liga FEV    | 2006/2007 |           |
| Liga FEV    | 2005/2006 |           |
| Liga FEV    | 2004/2005 |           |
| Liga FEV    | 2003/2004 | 6º        |
| Liga FEV    | 2002/2003 |           |
| Liga FEV    | 2001/2002 |           |
| Liga FEV    | 2000/2001 | 5º        |
| Liga FEV    | 1999/2000 | 2º        |

| Competición       | Temporada | Resultado |
| ----------------- | --------- | --------- |
| Superliga         | 1998/1999 | 12º       |
| División de Honor | 1997/1998 | 9º        |
| División de Honor | 1996/1997 | 8º        |
| División de Honor | 1995/1996 | 9º        |
| División de Honor | 1994/1995 | 5º        |
| División de Honor | 1993/1994 | 9º        |
| División de Honor | 1992/1993 | 11º       |
| División de Honor | 1991/1992 | 9º        |
| División de Honor | 1990/1991 | 7º        |
| División de Honor | 1989/1990 | 8º        |
| División de Honor | 1988/1989 |           |
| Primera División  | 1987/1988 |           |
| Primera División  | 1986/1987 |           |
| Primera División  | 1985/1986 |           |
| Primera División  | 1984/1985 |           |

| Competición      | Temporada | Resultado |
| ---------------- | --------- | --------- |
| Primera División | 1983/1984 |           |
| Primera División | 1982/1983 |           |
| Primera División | 1981/1982 |           |
| Primera División | 1980/1981 |           |
| Primera División | 1979/1980 | 2º        |
| Primera División | 1978/1979 | 1º        |
| Primera División | 1977/1978 | 2º        |
| Primera División | 1976/1977 | 2º        |
| Primera División | 1975/1976 | 3º        |
| Segunda División | 1974/1975 | 1º        |
| Segunda División | 1973/1974 |           |
| Segunda División | 1972/1973 |           |
| Segunda División | 1971/1972 |           |

## Palmarés

### Títulos nacionales
- Campeonas de Liga (1): 1979
- Subcampeonas de Liga (3): 1977, 1978 y 1980
- Campeonas de Copa (2): 1979 y 1980
- Subcampeonas de Copa (2): 1977 y 1995
- Campeonas de Segunda División/Superliga 2 (2): 1975 y 2010
- Subcampeonas de Liga FEV/Superliga 2 (2): 2000 y 2008

### Títulos regionales
- Campeonas provinciales de Cantabria (1): 1970
- Campeonas de Copa Cantabria (2): 1999, 2001

### Trofeos amistosos
- Campeonas del Trofeo Ciudad de Avilés (2): 2013 y 2014[1]